# Khetag Khosonov
Khetag Muratovich Khosonov (tiếng Nga: Хетаг Муратович Хосонов; sinh ngày 18 tháng 6 năm 1998) là một cầu thủ bóng đá người Nga thi đấu ở vị trí tiền vệ phòng ngự cho P.F.K. CSKA Moskva.

## Sự nghiệp câu lạc bộ
Anh có màn ra mắt cho đội một của P.F.K. CSKA Moskva trong trận đấu tại Cúp quốc gia Nga trước FC Yenisey Krasnoyarsk vào ngày 21 tháng 9 năm 2016.
Anh ra mắt tại Giải bóng đá ngoại hạng Nga cho CSKA vào ngày 8 tháng 9 năm 2017 trong trận đấu với F.K. Amkar Perm.

## Thống kê sự nghiệp

### Câu lạc bộ
Tính đến trận đấu diễn ra ngày 13 tháng 5 năm 2018
| Câu lạc bộ          | Mùa giải            | Giải vô địch                | Giải vô địch | Giải vô địch | Cúp Quốc gia | Cúp Quốc gia | Châu lục | Châu lục  | Khác    | Khác      | Tổng cộng | Tổng cộng |
| Câu lạc bộ          | Mùa giải            | Hạng đấu                    | Số trận      | Bàn thắng    | Số trận      | Bàn thắng    | Số trận  | Bàn thắng | Số trận | Bàn thắng | Số trận   | Bàn thắng |
| ------------------- | ------------------- | --------------------------- | ------------ | ------------ | ------------ | ------------ | -------- | --------- | ------- | --------- | --------- | --------- |
| CSKA Moskva         | 2015–16             | Giải bóng đá ngoại hạng Nga | 0            | 0            | 0            | 0            | 0        | 0         | 0       | 0         | 0         | 0         |
| CSKA Moskva         | 2016–17             | Giải bóng đá ngoại hạng Nga | 0            | 0            | 1            | 0            | 0        | 0         | 0       | 0         | 1         | 0         |
| CSKA Moskva         | 2017–18             | Giải bóng đá ngoại hạng Nga | 5            | 0            | 1            | 0            | 2        | 0         | -       | -         | 8         | 0         |
| CSKA Moskva         | Tổng cộng           | Tổng cộng                   | 5            | 0            | 2            | 0            | 2        | 0         | 0       | 0         | 9         | 0         |
| Tổng cộng sự nghiệp | Tổng cộng sự nghiệp | Tổng cộng sự nghiệp         | 5            | 0            | 2            | 0            | 2        | 0         | 0       | 0         | 9         | 0         |